# Pierre Siramy
Maurice Dufresse, né le 2 août 1955 à Meudon et mort à Saint-Lô le 6 avril 2019, également connu sous le pseudonyme de Pierre Siramy, est un officier de marine français et membre de la DGSE.

## Biographie
Le père de Maurice Dufresse, qui était aveugle, s'engage à seize ans dans la Résistance et deviendra après le conflit un agent du BCRA, le service de renseignement de la France libre.
Issu de la promotion 1978 de l'École navale, Maurice Dufresse commence sa carrière comme officier dans la Marine française. À la suite d'un accident de tir, il devient inapte au service à la mer en 1982.

### Carrière à la DGSE
Il entre à la Direction générale de la Sécurité extérieure en octobre 1984 après y avoir été sollicité. Il y suit la formation initiale du service, où il se choisit les pseudonymes de Maurice Duteau, puis de Pierre Siramy.
D'abord  analyste au Service du contre-espionnage (section « organisations de masse ») il y doit détecter les tentatives d'influence d'agents soviétiques dans les médias en France. Quand l'affaire du Rainbow Warrior éclate, il est chargé d'identifier les sources de la presse, qui se trouvent être d'anciens membres de la DGSE. Il enquête trois ans plus tard sur l'affaire de l'assassinat de Dulcie September dans les jours qui suivent le meurtre pour informer sa hiérarchie de l'implication, ou non, d'anciens membres du service Action dans l'assassinat. Il est ensuite nommé responsable de la section « Contre-ingérence/contre-subversion », une cellule de la DGSE comptant une dizaine d'hommes.
Début 1988, peu avant que l'entité ne ferme, il est chargé d'inspecter et de recouper des archives datant de la Seconde guerre mondiale, et y trouve des documents liés à Klaus Barbie et à Paul Touvier.
Lorsque l'entité ferme (1988), il devient conseiller technique chargé des affaires réservées du chef du Service du contre-espionnage. Il passe le concours interne de l'École nationale d'administration pour monter en grade au sein du service en 1991,. À son retour fin juin 1993, il est affecté au bureau recherche de l'état-major de la Direction du renseignement, chargé de l'examen des opérations clandestines proposées par les secteurs géographiques et thématiques du service.
Il devient chef d'état-major de la Direction du renseignement en 1998, puis en 2000, chef du service technique d’appui (STA), chargé des marchés publics de la Direction Technique, de l’appui opérationnel et de l'imagerie satellitaire. C'est ce département qui, début 2003, sous son commandement, présenta un dossier sur l'absence d'armes de destruction massive en Iraq, donnant ainsi des arguments sérieux pour ne pas s'engager dans la guerre. Il conserve ce poste jusqu'en septembre 2003.

### L'après-DGSE
Des problèmes de santé, il a dû subir un triple pontage coronarien, l'ont conduit à quitter la DGSE en novembre 2003. Il a terminé sa carrière en qualité de juge des comptes, sous son vrai nom (Chambre Régionale des Comptes de Picardie). À partir de 2010, il réside à Saint-Lô dans la Manche.

#### Auteur
En mars 2010, il publie avec Laurent Léger (journaliste à Charlie Hebdo) un livre nommé 25 ans dans les services secrets aux éditions Flammarion qui raconte ses années passées à la DGSE,.
En 2011, il publie un roman sur l'assassinat des sept moines en Algérie, Les ombres de Tibhirine aux éditions Les Presses de la Cité.
Il continue de se consacrer à l'écriture, en écrivant notamment des nouvelles : Bombay Song et autres nouvelles publié en 2014 puis Escale française et autres nouvelles en en 2015.
Maurice Dufresse meurt le 6 avril 2019 à Saint-Lô.

#### Justice
En mars 2010, Hervé Morin, ministre de la Défense porte plainte contre lui pour avoir dans son premier livre divulgué des informations relevant du secret défense (dont les noms de deux agents).
En septembre 2012, il est relaxé pour l'accusation de révélation de l’identité de deux agents de la DGSE dans son livre, car l’identité de ces deux agents avait été révélée par la presse avant la parution de l’ouvrage en question. Mais la procédure en justice s'est poursuivie, le service estimant que l’ouvrage violait à de nombreuses reprises le secret de la défense nationale.
En septembre 2015, il a été condamné à deux mois de prison avec sursis et 5 000 € d'amende pour violation du secret de la défense nationale. Il n'a pas fait appel.
En 5 mai 2017, pour les mêmes raisons, un décret du 3 mai 2017 (publié au Journal Officlel) l'exclut de l'Ordre National du Mérite.

## Ouvrages
- Pierre Siramy, 25 ans dans les services secrets, Paris, Flammarion, 2010, 341 p. (ISBN 978-2-08-123261-7 et 2-08-123261-8, OCLC 587016058).